# Eiskunstlauf-Weltmeisterschaften 1935
Die 33. Eiskunstlauf-Weltmeisterschaften 1935 fanden für die Herren- und Paarkonkurrenz am 16. und 17. Februar 1935 in Budapest (Ungarn) und für die Damenkonkurrenz am 8. und 9. Februar 1935 in Wien (Österreich) statt.

## Ergebnisse

### Herren
| Platz | Sportler        | Land                   |
| ----- | --------------- | ---------------------- |
| 1     | Karl Schäfer    | Österreich             |
| 2     | Jack Dunn       | Vereinigtes Königreich |
| 3     | Dénes Pataky    | Ungarn                 |
| 4     | Graham Sharp    | Vereinigtes Königreich |
| 5     | Marcus Nikkanen | Finnland               |
| 6     | Elemér Terták   | Ungarn                 |
| 7     | Erich Erdös     | Österreich             |
| 8     | Ferenc Kertész  | Ungarn                 |

Punktrichter waren:
- H. J. Clarke  Vereinigtes Königreich
- H. Günauer  Österreich
- Ch. Sabouret  Frankreich
- F. Schober   Deutsches Reich
- Andor Szende  Ungarn

### Damen
| Platz | Sportlerin                | Land                   |
| ----- | ------------------------- | ---------------------- |
| 1     | Sonja Henie               | Norwegen               |
| 2     | Cecilia Colledge          | Vereinigtes Königreich |
| 3     | Vivi-Anne Hultén          | Schweden               |
| 4     | Hedy Stenuf               | Österreich             |
| 5     | Gweneth Butler            | Vereinigtes Königreich |
| 6     | Hertha Dexler             | Österreich             |
| 7     | Nanna Egedius             | Norwegen               |
| 8     | Helga Schrittwieser-Dietz | Österreich             |

Punktrichter waren:
- A. Anderberg  Schweden
- W. Bayerle  Österreich
- H. J. Clarke  Vereinigtes Königreich
- A. Huber  Schweiz
- R. Lund  Norwegen
- Ch. Sabouret  Frankreich
- J. Sykora  Tschechoslowakei

### Paare
| Platz | Sportler                                   | Land            |
| ----- | ------------------------------------------ | --------------- |
| 1     | Emília Rotter / László Szollás             | Ungarn          |
| 2     | Ilse Pausin / Erik Pausin                  | Österreich      |
| 3     | Lucy Galló / Rezső Dillinger               | Ungarn          |
| 4     | Piroska Szekrényessy / Attila Szekrényessy | Ungarn          |
| 5     | Zofia Bilorówna / Tadeusz Kowalski         | Polen           |
| 6     | Wally Hempel / Otto Weiß                   | Deutsches Reich |
| 7     | Liese Kianek / Adolf Rosdol                | Österreich      |
| 8     | Barbara Chachlewska / Alfred Theuer        | Polen           |

Punktrichter waren:
- H. J. Clarke  Vereinigtes Königreich
- R. Kaler  Österreich
- W. Kuchar  Polen
- L. von Orbán  Ungarn
- F. Schober   Deutsches Reich

## Medaillenspiegel
| Platz | Land                   | Gold | Silber | Bronze | Gesamt |
| ----- | ---------------------- | ---- | ------ | ------ | ------ |
| 1     | Österreich             | 1    | 1      | –      | 2      |
| 2     | Ungarn                 | 1    | –      | 2      | 3      |
| 3     | Norwegen               | 1    | –      | –      | 1      |
| 4     | Vereinigtes Königreich | –    | 2      | –      | 2      |
| 5     | Schweden               | –    | –      | 1      | 1      |